# Onopordum
Onopordum és un gènere de plantes amb flor de la família Asteraceae. La majoria de les espècies són originàries de la zona mediterrània i de la part central i occidental d'Àsia. Són plantes biennals, d'una talla entre 0.5-3 m. Són força dures, moltes són plantes ruderals i es consideren espècies invasores, causant problemes seriosos, en molts llocs del planeta com a Austràlia i a l'Amèrica del Nord

## Taxonomia

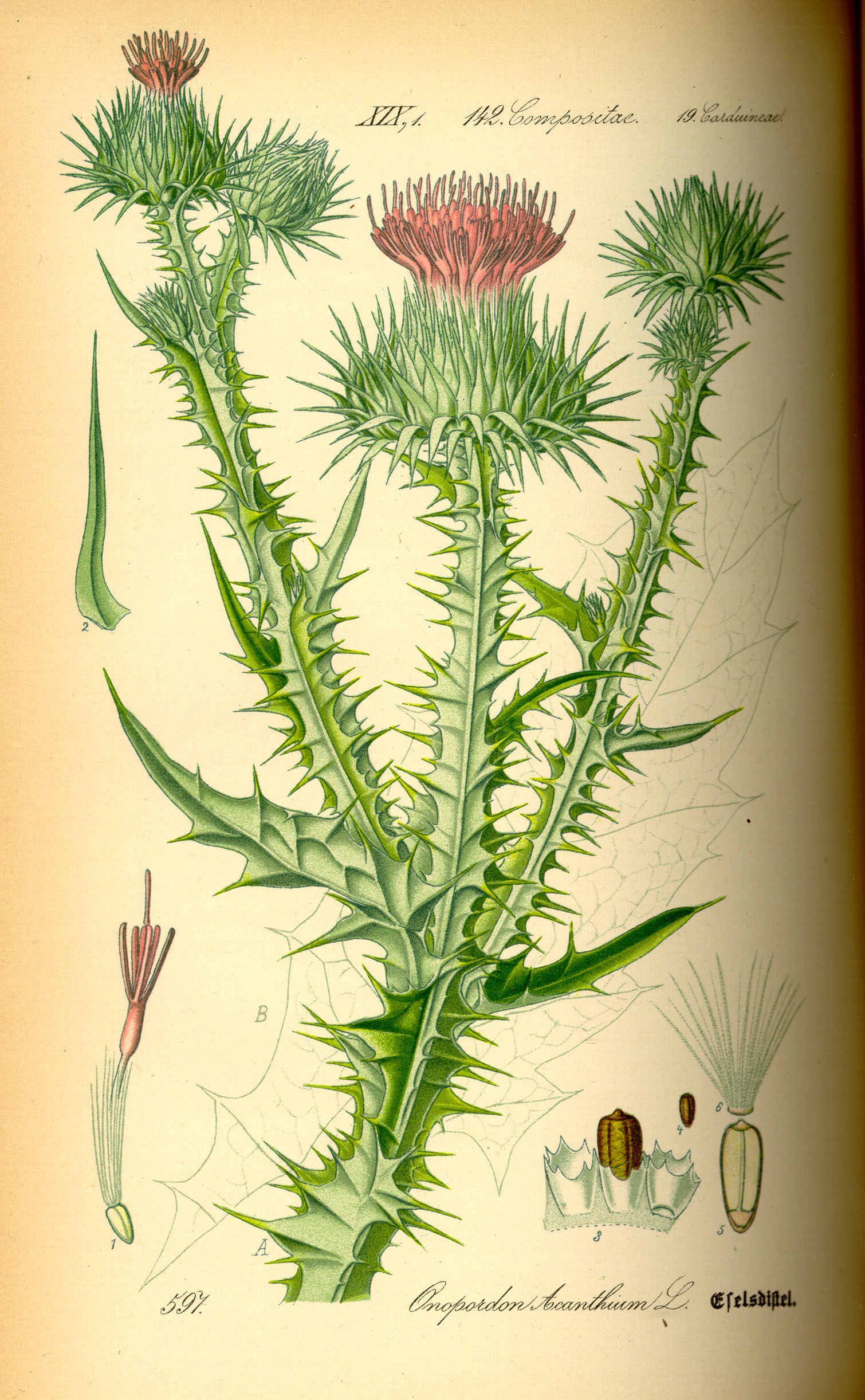
Onopordum acanthium de Thomé Flora von Deutschland, Österreich und der Schweiz 1885

- Onopordum acanthium L. - cardigàs o bufassa
- Onopordum acanthophorum Gand.
- Onopordum acaulon L. -
- Onopordum alexandrinum Boiss.
- Onopordum anatolicum (Boiss.) Eig.
- Onopordum anisacanthum Boiss.
- Onopordum arenarium M.Hossain & M.A.A.Al-Sarraf
- Onopordum argolicum Boiss.
- Onopordum armenum Grossh.
- Onopordum bracteatum Boiss. & Heldr.
- Onopordum candidum Nab.
- Onopordum caricum Hub.-Mor.
- Onopordum caulescens d'Urv.
- Onopordum cinereum Grossh.
- Onopordum corymbosum Willk.
- Onopordum davisii Rech.f.
- Onopordum dissectum Murb.
- Onopordum frickii Tamamsch.
- Onopordum heteracanthum C.A.Mey.
- Onopordum humile Loscos
- Onopordum illyricum L. - bufassa il·lírica
- Onopordum jordanicolum Eig.
- Onopordum laconicum Heldr. & Sart. ex Rouy
- Onopordum leptolepis DC.
- Onopordum macracanthum Schousb.
- Onopordum majorii Beauverd
- Onopordum messeniacum Halácsy
- Onopordum nervosum Boiss. -
- Onopordum nivescens Gand.
- Onopordum nogalesii Svent
- Onopordum prjachinii Tamamsch.
- Onopordum sarrafii C.C.Townsend
- Onopordum seravschanicum Tamamsch.
- Onopordum sirsangense Rech.
- Onopordum tauricum Willd. - cardigàs turc
- Onopordum transiens Gand.
- Onopordum turcicum Danin

### Híbrids naturals
- Onopordum × brevicaule (Onopordum acaulon × Onopordum acanthium)
- Onopordum × erectum (Onopordum nervosum ssp. castellanum × Onopordum tauricum ssp. corymbosum)
- Onopordum × macronervosum (Onopordum nervosum × Onopordum macrocanthum)
- Onopordum × onubense (Onopordum dissectum × Onopordum macrocanthum)
- Onopordum × spinosissimum (Onopordum illyricum × Onopordum acanthium)